# Combat du Généreux et du HMS Leander

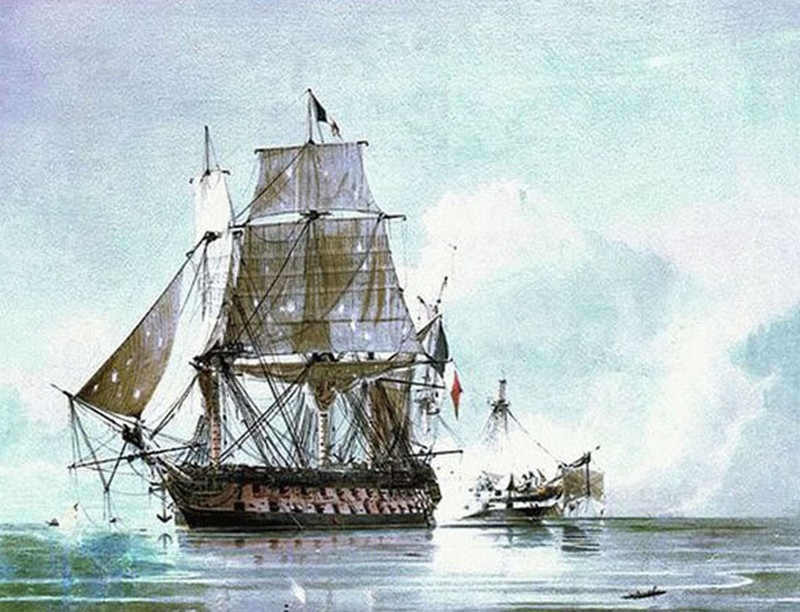
HMS Leander tirant une bordée sur la poupe du Généreux.

Le combat du Généreux et du HMS Leander est un combat naval qui a lieu le 18 août 1798 au large de la Crète.
Il oppose un vaisseau de ligne français de troisième rang de 74 canons à un vaisseau britannique de quatrième rang de 50 canons. Tous les deux ont participé à la bataille d'Aboukir, quelques semaines auparavant. Le HMS Leander (en) transporte le capitaine de pavillon de Nelson, chargé des dépêches consécutives à cette bataille.
Le vaisseau français capture son adversaire, après un combat de plusieurs heures. Le capitaine britannique sera cependant célébré pour son courage et la résistance opposée, acquitté à l'issue de son passage en cour martiale et nommé au commandement de la HMS Bellona (74 canons).

## Les adversaires
- Le Généreux

Construit en 1785, à Rochefort, c'est un vaisseau de 3e rang de la classe Téméraire. Ce type de navire constitue l'épine dorsale des armées navales de l'époque.
Il porte 74 canons, avec 2 batteries superposées ; 28 canons de 36 livres à sa batterie basse et 30 de 24 livres à sa batterie haute. Sur les gaillards, il porte aussi 16 canons de 8 et 4 caronades de 36.
Son équipage théorique est de 700 marins environ.
- Le HMS Leander

Construit en 1780, à Chatham, c'est un vaisseau de 4e rang de la classe Portland. Ce type de navires, plus léger, a été conçu à l'origine pour opérer dans des eaux moins propices aux évolutions des navires plus lourds que lui. Mais c'est un type de navires sur le déclin qui n'a plus la puissance requise pour tenir place dans une ligne de bataille. Bien que HMS Leander ait participé à la bataille d'Aboukir, les vaisseaux de 50 canons sont plutôt désormais cantonnés aux rôles d'escorte ou sont armés en flûte.
Il porte 50 canons, avec 2 batteries superposées. Ce sont 22 canons de 24 livres à la batterie basse et 22 de 12 livres à la batterie haute. Sur les gaillards, il porte aussi 6 canons de 6.
Son équipage théorique est de 400 marins (environ) mais il n'en a plus que 282 ce jour-là.